# Deroceras
Deroceras is een geslacht van slakken uit de  familie van de Agriolimacidae.

## Soorten
- Deroceras adolphi Wiktor, 1998
- Deroceras agreste Linnaeus, 1758 (Witte akkerslak)
- Deroceras altimirai Van Regteren Altena, 1969
- Deroceras astypalaeense Wiktor & Mylonas, 1992
- Deroceras attemsi (Simroth, 1904)
- Deroceras bakurianum (Simroth, 1912)
- Deroceras barceum (Gambetta, 1925)
- Deroceras berytense (Bourguignat, 1852)
- Deroceras bisacchianum Bodon, Boato & Giusti, 1982
- Deroceras bistimulatum Wiktor, 2000
- Deroceras boeoticum Wiktor, 1984
- Deroceras boettgeri (Simroth, 1889)
- Deroceras bulgaricum Grossu, 1969
- Deroceras bureschi (Wagner, 1934)
- Deroceras caucasicum (Simroth, 1901)
- Deroceras cazioti (Pollonera, 1896)
- Deroceras chevallieri Van Regteren Altena, 1973
- Deroceras christae Rähle, 1998
- Deroceras chrysorroyatissense Rähle, 1984
- Deroceras corsicum (Simroth, 1900)
- Deroceras crimense (Simroth, 1901)
- Deroceras cycladicum Wiktor & Mylonas, 1981
- Deroceras cyprium (Simroth, 1906)
- Deroceras dallaii Giusti, 1970
- Deroceras demirtense Rähle, 1998
- Deroceras dewinteri Maassen, 2000
- Deroceras ercinae De Winter, 1985
- Deroceras famagustense Rähle, 1991

- Deroceras gavdosense Wiktor, Vardinoyannis & Mylonas, 1994
- Deroceras giustianum Wiktor, 1998
- Deroceras golcheri Van Regteren Altena, 1962
- Deroceras gorgonium Wiktor, Vardinoyannis & Mylonas, 1994
- Deroceras halieos De Winter & Butot, 1986
- Deroceras helicoidale Rähle, 1998
- Deroceras ikaria Reischütz, 1983
- Deroceras invadens Reise, Hutchinson, Schunack & Schlitt, 2011
- Deroceras johannae De Winter & Butot, 1985
- Deroceras karnaniense Wiktor, 1984
- Deroceras kasium Rähle, 1993
- Deroceras keaense Van Regteren Altena, 1973
- Deroceras klemmi Grossu, 1972
- Deroceras korthionense De Winter & Butot, 1985
- Deroceras kythirense Wiktor, Vardinoyannis & Mylonas, 1994
- Deroceras laeve (O. F. Müller, 1774) (Kleine akkerslak)
- Deroceras lasithionense Wiktor, Vardinoyannis & Mylonas, 1994
- Deroceras levisarcobelum De Winter, 1986
- Deroceras lombricoides (Morelet, 1845)
- Deroceras lothari Giusti, 1973
- Deroceras maasseni Wiktor, 1996
- Deroceras malkini Wiktor, 1984
- Deroceras melinum Wiktor & Mylonas, 1981
- Deroceras minoicum Wiktor, Vardinoyannis & Mylonas, 1994
- Deroceras moldavicum (Grossu & Lupu, 1961)
- Deroceras neuteboomi Forcart, 1972
- Deroceras nitidum (Morelet, 1845)
- Deroceras nyphoni De Winter & Butot, 1986

- Deroceras occidentale (Grossu & Lupu, 1966)
- Deroceras oertzeni (Simroth, 1889)
- Deroceras pageti Grossu, 1972
- Deroceras panormitanum (Lessona & Pollonera, 1882) (Zuidelijke akkerslak)
- Deroceras parium Wiktor & Mylonas, 1981
- Deroceras parnasium Wiktor, 1984
- Deroceras planarioides (Simroth, 1910)
- Deroceras ponsonbyi (Hesse, 1884)
- Deroceras praecox Wiktor, 1966
- Deroceras pseudopanormitanum Wiktor, 1984
- Deroceras rethimnonense De Winter & Butot, 1986
- Deroceras reticulatum (O. F. Müller, 1774) (Gevlekte akkerslak)
- Deroceras rhodense Forcart, 1972
- Deroceras roblesi Borredà, 2003
- Deroceras rodnae (Grossu & Lupu, 1965)
- Deroceras samium Rähle, 1983
- Deroceras sardum (Simroth, 1886)
- Deroceras seriphium Wiktor & Mylonas, 1981
- Deroceras sturanyi (Simroth, 1894) (Oostelijke akkerslak)
- Deroceras subagreste (Simroth, 1892)
- Deroceras tarracense Van Regteren Altena, 1969
- Deroceras tauricum (Simroth, 1901)
- Deroceras thersites (Simroth, 1886)
- Deroceras turcicum (Simroth, 1894)
- Deroceras vascoanum De Winter, 1986
- Deroceras zilchi Grossu, 1969